# Londonite
La londonite est un minéral de borate assez rare trouvé dans des cavités miarolitiques, dans les pegmatites granitiques de Madagascar ou de Russie. De formule (Cs,K,Rb)Al4Be4(B,Be)12O28, elle se présente sous forme de cristaux translucides, blanc à jaune, jaune-vert ou jaune ambré, ses cristaux durs pouvant aller jusqu'à 7 cm en taille. L'IMA lui attribue la formule chimique CsBe4Al4(B11Be)O28 et le symbole Ldn.
La londonite rend hommage par son nom au Dr David London (né en 1953), professeur de géologie et géophysique à l'Université d'Oklahoma à Norman, aux États-Unis. Elle est en série chimique avec la rhodizite. 

## Propriétés
Elle est analogue en césium de la rhodizite et se trouve sous forme de portions de matière riche en cet élément réparties de manière hétérogène dans les cristaux, inégales, semblables à des exsolutions et en veinules.
Les données cristallographiques indiquent que la londonite cristallise dans le système cubique, dans un groupe d'espace P4 3 m (par analogie avec la rhodizite). Les cristaux de londonite se présentent généralement sous forme de dodécaèdres bien formés et de tétraèdres, pouvant atteindre 7 cm de taille. Ils peuvent présenter des faces dominantes {110}, modifiées par {111}, {221}, {211}, et rarement {100}.
Sur le plan des propriétés physiques, la londonite présente une fracture conchoïdale et une tenue cassante. Sa dureté est de 8 sur l'échelle de Mohs. La londonite est également fortement piézoélectrique et pyroélectrique, ce qui signifie qu'elle génère une charge électrique en réponse à une pression mécanique ou à des changements de température.
Du point de vue optique, elle est transparente à translucide. Sa couleur peut varier entre incolore, blanc, jaune soufre, jaune pâle et jaune-vert pâle. Le trait est blanc et son éclat est vitreux. Optiquement, la londonite est isotrope, avec un indice de réfraction (n) de 1,693.

## Environnement et gisements
Elle se trouve généralement comme un composant peu commun dans les pegmatites granitiques, principalement dans les zones centrales et les cavités miarolitiques. Elle est associée à d'autres minéraux tels que la rhodizite, la danburite, l'elbaïte-liddicoatite-schorl, le béryl riche en césium, la spodumène, l'apatite riche en manganèse, l'hambergite, la microlite, la manganocolumbite, la manganotantalite, la béhierite, le zircon riche en hafnium, l'albite, le microcline et le quartz. 
Les gisements de londonite sont pour 7 d'entre eux dans les environs d'Antsirabe au centre de Madagascar et dans trois mines aux alentours de Iekaterinbourg dans le massif de l'Oural en Russie.